# 白花紫藤
白花紫藤（学名：Wisteria sinensis f. alba）为豆科紫藤属紫藤下的一个变型。

## 扩展阅读
- 維基物種上的相關：白花紫藤